# Dyspharsa
Dyspharsa is een geslacht van wantsen uit de familie van de Tingidae (Netwantsen). Het geslacht werd voor het eerst wetenschappelijk beschreven door Drake & Hambleton in 1944.

## Soorten
Het genus bevat de volgende soorten:

- Dyspharsa myersi (Drake, 1926)
- Dyspharsa uniseriata Cazorla & Knudson, 2021